# Klaus Feurstein
Klaus Feurstein (* 10. Jänner 1972 in Innsbruck) ist Landesvolksanwalt Vorarlbergs und ehemaliger Stadtamtsdirektor der Landeshauptstadt Bregenz.

## Werdegang
Klaus Feurstein maturierte am Bundesgymnasium Blumenstrasse in Bregenz und studierte anschließend Rechtswissenschaften an den Universitäten Innsbruck und Wien, was er mit dem akademischen Grad Magister abschloss. Anschließend arbeitete er in verschiedenen Positionen in der Privatwirtschaft und der öffentlichen Verwaltung, etwa in der Rechtsabteilung der VOGEWOSI. Anfang 2013 wechselte er in die Verwaltung der Stadt Bregenz und leitete zunächst die Liegenschaftsabteilung der Stadt. Mit 1. August 2014 übernahm er das Amt des Stadtamtsdirektors, welches er bis Ende 2020 innehatte. Am 14. April 2021 wurde er im Vorarlberger Landtag zum Nachfolger von Florian Bachmayr-Heyda als Vorarlberger Landesvolksanwalt gewählt. Er trat das Amt mit 15. Mai 2021 an.

## Privates
Klaus Feurstein ist verheiratet und Vater von drei Kindern.